# Władysław Langner
Władysław Aleksander Langner, poljski general, * 1897, † 1972.